# Würtzler Béla (hegedűs)
Hontfalvi Würtzler Béla, teljes nevén Würtzler Béla Gyula (Budapest, 1888. november 26. – Budapest, 1960. május 1.) magyar hegedűs, zeneszerző, zenetanár, a Ganz és Társa Rt. igazgatója, az ágostai hitvallású evangélikus missziós egyház egyházfelügyelője, több sportklub és művészeti együttes vezető tisztségviselője.
Fiai ifjabb Würtzler Béla bőgős és Würtzler Arisztid hárfás.

## Élete
Apja valószínűleg az a Würtzler Béla fűszer-, bor- és déligyümölcs kereskedő volt, akinek az üzlete kezdetben a Deák téri evangélikus templom és iskola mellett, a Sütő utcában működött, és aki 1902-ben elhunyt. Anyja, Würtzler Béláné magánzó (kozmetikus) volt, előbb a Sarkantyús utcában, majd a Dalmady Győző (ma: Vitkovics Mihály) utcában.
Elemi iskolai tanulmányait 1894–1897 között a Budapesti Ágostai Hitvallású Evangélikus iskolában végezte. Gimnáziumi tanulmányait 1898 és 1904 között a Budapesti Ágostai Hitvallású Evangélikus Főgimnáziumban folytatta, ami 1904-ben a Deák térről a Városliget közelébe költözött. Talán apja halála miatt, de csupán öt gimnáziumi osztályt végzett el, és 1904-ben hároméves tanulmányokba kezdett a VI. kerületi Felső Kereskedelmi Iskolában. Ugyanekkor az Erzsébet körúton működő Magyar Zeneiskola hallgatója lett esti tagozaton, hegedű tanszakon. Tanára Janetschek István volt.
Húga Würtzler Magda (1899–?) ének- és zongoraművésznő volt, akivel számos alkalommal szerepelt együtt fiatal koruktól kezdve. Magda férje 1941 előtt Szórád Ferenc operaénekes volt. (Magda és Szórád együtt végezték el Rákosi Szidi színiiskoláját 1924-ben. Szórád 1941-ben új házasságot kötött, de azt nem tudni, hogy elváltak Magdával, vagy Szórád Magda halála miatt megözvegyült.) Szórádot mint a sajószentpéteri hadiüzem parancsnokát népellenes bűntett miatt 1945-ben 12 évi szabadságvesztésre ítélték. Nincs rá adat, hogy a Würtzler-családot belekeverték volna az ügybe, vagy hogy hátrányuk származott volna az ügyből.
Felesége a szegedi születésű Adler-Móczár Edit Eszter volt, Adler Sámuel és Valdner Róza lánya, akivel 1921. december 28-án Budapesten kötött házasságot.
Fiait szigorú nevelésben részesítette, illetve gazdasági iskolákba is beíratta. Béla vám- és adótanfolyamokon tett vizsgákat, mielőtt elvégezte a Zeneakadémiát. Öccse, Arisztid pedig előbb Aszódon, internátusban tanult (ahol a zenét a közeli javító-nevelő tanára, Rónaszéky Lajos főtiszt oktatta), majd a zuglói mezőgazdasági iskolát (napjainkban: Varga Márton Kertészeti és Földmérési Szakképző Intézet) végezte el. Fiai az 1956-os forradalom idején az Amerikai Egyesült Államokba emigráltak a javaslatára. Attól féltek, hogy a fiatalokat Szibériába viszik a szovjetek.

### Hivatali és katonai pályája
Tisztviselői pályafutása 1907-ben indult a Ganz-gyárban. Egész életében a cég alkalmazásában állt. Talán Hackl N. Lajos, a Ganz-dalkör karmestere és a Zenevilág szerkesztője ajánlotta be a céghez, aki karéneket tanított a zeneiskolájában. 1932-től a Ganz és Társa Rt. titkára, 1935-től a főtitkára, 1937-től a Ganz-gyári Tisztviselők Takarék- és Hitelszövetkezete igazgatósági tagja, 1943-tól a Ganz Rt. nem ügyvezető cégvezetője volt.
Az első világháborúban önkéntesként bevonult. Többszöri előléptetés után 1919-ben népfölkelő hadnagyi rangot ért el. A híradások arról nem szólnak, hogy hol szolgált és hogyan sebesült meg. Csupán arról, hogy lábadozó katonaként több jótékonysági koncertet is adott a sebesülteknek az Operaház művészeivel is.

### Koncertezés, zeneszerzés
Első ismert nyilvános hangversenye 1906-ban volt a VII. kerületi polgári kaszinóban. A kritika „érzésteljesnek” nevezte hegedűjátékát. Zeneszerzőként huszonegyévesen, 1909-ben mutatkozott be. Arany János Tetemrehívás című balladájából írt zenekölteményét a Budai Vigadóban adták elő a Ganz-gyári Zenekar és Vigalmi Bizottság rendezésében. A szopránszólót Harsányi Irén énekelte nagyzenekari kísérettel. Karmesterként 1911-ben debütált. A Ganz-gyári szimfonikus zenekar a vezényletével Reissiger Felsenmühle c. operanyitányát adta elő. Ettől fogva rendszeresen szerepelt hegedűsként, szerzői esteken vagy szimfonikusokkal és dalárdával.
1913-ban Franciaországban elnyerte a Chevalier principale de la Musique zeneszerzői díjat. 1920-ban Németországban a Norddeutsche Musikgesellschaft zeneszerzői díjat nyerte el Werwolf című szerzeményével. 1914-ben ő írta a Ne bántsd a magyart! c. film zenéjét, a film nem maradt fenn.
1931-ben Grillmäyer Endrével együtt megválasztották a nehéz gazdasági helyzetben lévő Budai Dalkör tiszteletbeli elnökének.
1935-ben a Ganz-gyári Dal- és Zeneegyesület művészeti igazgatója lett. Valószínűleg ez az év volt karrierjének a csúcsa, mert ekkor lett főtitkár a gyárban, valamint az ágostai hitvallású evangélikus missziós egyház megválasztott új egyházfelügyelője is.
1936-ban nagyszabású, egyben egyedülálló nagyzenekari és énekkari koncertet szervezett 3000 hallgató előtt a Ganz-gyár Kőbányai úti nagy géptermében gépek között, üvegtető alatt. A műsoron a Magyar Credo, Flotow Márta című operájának nyitánya, Schubert h-moll (befejezetlen) szimfóniája, Strauss Kék Duna keringője, valamint Kodály és saját művei hangzottak el.

### Sport
A gimnázium V. osztályában elnyerte a Nemzeti Torna Egylet babérkoszorúját távolugrásban. Egész életében jól atletizált.
1924-ben választmányi tagja lett a „33” FC Clubnak, amelynek egy estjén már 1914-ben hegedült. A klub egyike volt annak a tucatnyinak, amelyek 1901-ben megalapították a Magyar Labdarúgó-szövetséget. 1931-ben a klub alelnöke lett.
1942-ben a Ganz-gyári Torna Egyesület alelnökének választották.
A vadászatnak is hódolt. 1949-ben cikket írt a Nimród (Magyar Vadász) pályázatára Csöpike címmel. Az írás egy sebesült, általa meggyógyított őzgidáról szólt.

## Művei
- 9 mise,
- 3 hegedűverseny,
- férfi- és vegyeskari művek, dalok,
- Nippon (hegedűkompozíciók),
- Tetemrehívás, A föld halála stb. (szimfonikus zeneköltemények),
- Werwolf (opera).